# Кокрен Гарденс

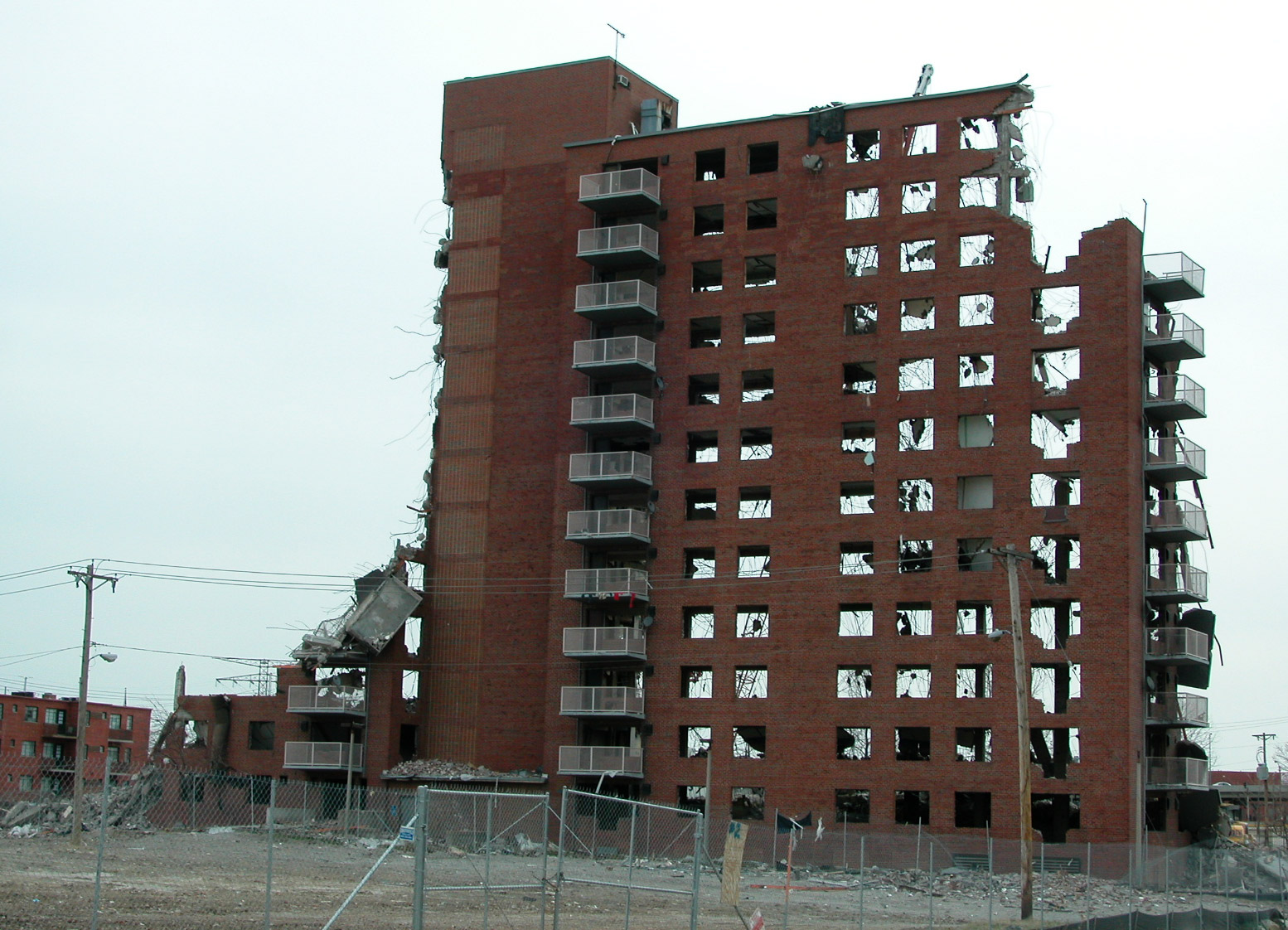
Кокрен Гарденс у процесі знесення

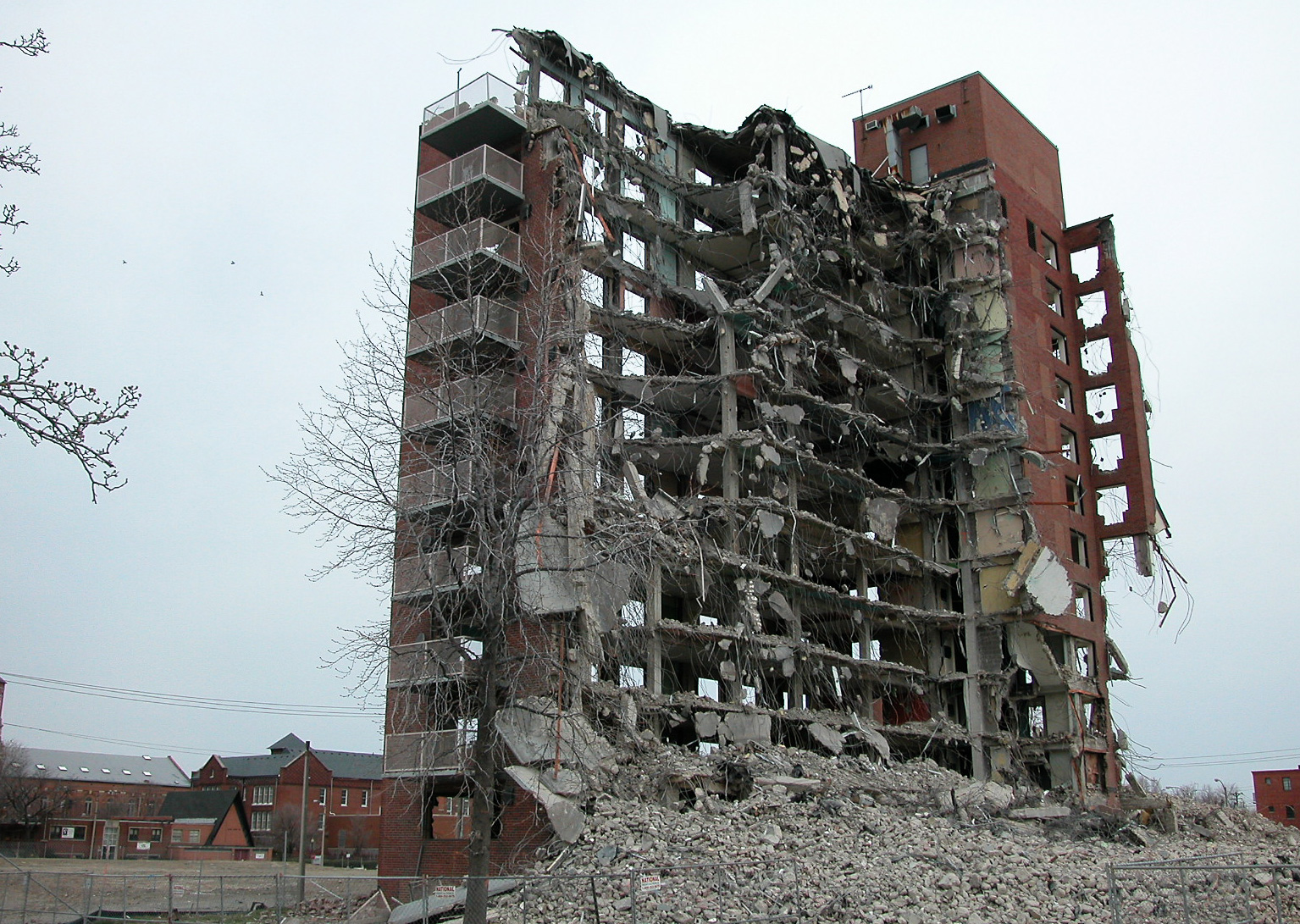
Кокрейн Гарденс у процесі знесення

Кокрен Гарденс був комплексом соціального житла в Північному районі міста Сент-Луїс, штат Міссурі. Будівництво було завершено в 1953 році. Комплекс був заселений до 2006 року, відомий своєю інноваційною формою управління самими мешканцями. У 1976 році Кокрен Гарденс став одним з перших американських проектів соціального житла, що керувалися самими орендарями. Побудований компанією Лайнвівер, Ямасакі & Хельмут,, що й сумнозвісний   Прюїтт–Айгоу , Кокрен Гарденс був більш успішним, ніж його злощасний брат. У 1969 році він був настільки ж занедбаним, як і Прюїтт–Айгоу; випадкові снайперські постріли по пішоходах дали йому прізвисько "маленький В'єтнам".  Того ж року, двадцятирічна Берта Джилкі оголосила дев'ятимісячний страйк на знак протесту проти умов життя в Кокрен Гарденс; в 1976 році вона, нарешті, виборола договір на управління власністю від міста. Самостійне управління покращило Кокрен Гарденс і створили робочі місця у районі. Президент Джордж Х. В. Буш відвідав комплекс в 1991 році, відзначаючи орендарів і Берту Джилкі. Однак, в 1998 році міська влада взяла Кокрен Гарденс під свій контроль, посилаючись на податковий безлад з боку асоціації орендарів. Будівлі швидко погіршувалися, до 1999 року рівень незаселеності збільшився від 10% до однієї третини.
Будівлі Кокрен Гарденс, які збереглися до 21-го століття, були знесені в 2008 році.

## Читайте ще
- Checkoway, Barry (1985). Revitalizing an Urban Neighborhood: A St. Louis Case Study'. The Metropolitan Midwest. Urbana/Chicago: University of Illinois Press. ISBN 978-0-252-01114-6. Архів оригіналу за 18 серпня 2020. Процитовано 10 січня 2017.
- Hall, Peter Geoffrey Hall (2004). Cities of Tomorrow: An Intellectual History of Urban Planning and Design in the Twentieth Century. Hoboken, NJ: Wiley, John & Sons, Incorporated. ISBN 978-0-631-23252-0. Архів оригіналу за 20 серпня 2020. Процитовано 10 січня 2017.
- Jencks, Charles (1984). The Language of Post-Modern Architecture. New York: Rizzoli. ISBN 978-0-8478-0571-6.
- Larsen, Lawrence Harold; Kirkendall, Richard Stewart (2004). A History of Missouri: 1953 to 2003. University of Missouri Press. ISBN 978-0-8262-1546-8. Архів оригіналу за 18 серпня 2020. Процитовано 10 січня 2017.
- Mendelssohn, Robert E.; Quinn, Michael A. (1985). Residential Patterns in a Midwestern City: The Saint Louis Experience. The Metropolitan Midwest. Urbana/Chicago: University of Illinois Press. ISBN 978-0-252-01114-6. Архів оригіналу за 18 серпня 2020. Процитовано 10 січня 2017.
- Montgomery, Roger (1985). Pruitt–Igoe: Policy Failure or Societal Symptom. The Metropolitan Midwest. Urbana/Chicago: University of Illinois Press. ISBN 978-0-252-01114-6. Архів оригіналу за 18 серпня 2020. Процитовано 10 січня 2017.
- Patterson, James T. (1997). Grand Expectations: The United States, 1945-1974. Oxford University Press US. ISBN 978-0-19-511797-4. Архів оригіналу за 6 вересня 2012. Процитовано 10 січня 2017.
- Rainwater, Lee (2006). Behind Ghetto Walls: Black Families in a Federal Slum. Chicago: Aldine Transaction. ISBN 978-0-202-30907-1. Архів оригіналу за 18 серпня 2020. Процитовано 10 січня 2017.
- Weisman, Leslie K. (1994). Discrimination by Design: A Feminist Critique of the Man-Made Environment. University of Illinois Press. ISBN 978-0-252-06399-2. Архів оригіналу за 9 квітня 2016. Процитовано 10 січня 2017.